# (4506) Hendrie
(4506) Hendrie ist ein Asteroid des Hauptgürtels, der am 24. März 1990 vom britischen Astronomen Brian G. W. Manning an der Sternwarte in Stakenbridge (IAU-Code 494) entdeckt wurde.
Der Asteroid ist Mitglied der Koronis-Familie, einer Gruppe von Asteroiden, die nach (158) Koronis benannt ist.
Der Asteroid wurde nach dem britischen Amateurastronomen Michael J. Hendrie benannt, der sich ab 1952 der systematischen Photographie von Kometen widmete und 1956 an der Beobachtung des periodischen Kometen 27P/Crommelin beteiligt war. Er förderte die Zusammenarbeit zwischen Amateuren und professionellen Beobachtern während der International Halley Watch in den 1980er Jahren und leitete schließlich für zehn Jahre die Kometensektion der British Astronomical Association.